# 57년

## 연호
- 후한(後漢) 건무중원(建武中元) 2년

## 기년
- 후한(後漢) 광무제(光武帝) 33년 / 후한(後漢) 명제(明帝) 원년
- 신라(新羅) 유리이사금(儒理泥師今) 34년 / 탈해 이사금(脫解泥師今) 원년
- 고구려(高句麗) 태조대왕(太祖大王) 5년
- 백제(百濟) 다루왕(多婁王) 30년

## 사건
- 신라, 유리 이사금, 탈해에게 왕의 자리 물려주고 세상을 떠남. 탈해가 62세의 나이로 탈해 이사금으로 왕의 자리에 오름.

## 사망
- 신라(新羅) 3대 국왕 유리 이사금(儒理泥師今)
- 후한(後漢)의 초대 황제 광무제(光武帝)